# Kreis
Kreis și Landkreis sunt entități administrativ-teritoriale în Germania. Administrativ, Kreis corespunde unui județ din România, dar Kreis-ele sunt în medie mai mici ca întindere (aprox. 1.000 km²) de câteva ori decât județele. În traduceri sunt numite districte  (germane). Un Kreis este mai mare decât o Gemeinde — tradus „comună” — și mai mic decât o regiune administrativă (de guvernare), numită în germană Regierungsbezirk.

## KreisșiLandkreis
Landkreis înseamnă „district rural” (de fapt „județ rural”), dar denumirea nu este utilizată în două landuri, Renania de Nord-Westfalia și Schleswig-Holstein, unde sunt denumite simplu, Kreis. Există în Germania aproape 300 de districte rurale (corespondente județelor) și peste 100 de orașe-district, numite „districte urbane”, care sunt orașe cu competențe și responsabilități de district.

## Kreis,Landkreis,kreisfreie Stadt
În total, Germania are peste 400 de districte rurale și urbane (în germană diferențiat numite Kreis, Landkreis sau kreisfreie Stadt). Districtele rurale au în unele cazuri centrele administrative situate în orașe care nu fac parte din ele, deși spațial le înconjoară. Astfel de orașe ce formează  ele însele districte urbane, sunt deci orașe-district și în germană poartă denumire specifică de kreisfreie Stadt (singular).

## Istoric
În vechime, Kreis era un termen ce servea (în afară de alte sensuri) la definirea regiunilor și ținuturilor din landurile germane. Era folosit în paralel cu termenul Bezirk.